# Карлос Мендитеги
Карлос Мендитегуи (на испански: Carlos Menditeguy) е аржентински пилот от Формула 1. Роден е на 10 август 1914 година в Буенос Айрес, Аржентина.

## Формула 1
Карлос Мендитегуи дебютира във Формула 1 през 1953 г. в Голямата награда на Аржентина, в световния шампионат на Формула 1 записва 11 участия като печели девет точки и един път се качва на подиума. Състезава се за три отбора Гордини, Мазерати и Скудерия Чентро Сюд.